# Dimitri Zacharias Pappas
Dimitri Zacharias Pappas (* 12. Dezember 1921 in Hegyeshalom, Ungarn; † 7. Mai 1999 in Salzburg) war ein österreichischer Unternehmer griechischer und ungarischer Herkunft und seit 1957 griechischer Generalkonsul in Salzburg.

## Leben
Dimitri Zacharias Pappas war der Sohn des griechischstämmigen Arztes Zacharias Pappas und wuchs auf dem elterlichen Gut in Ungarn auf. Pappas studierte an der Ingenieursakademie Wien. 1945 erfolgte der Umzug der Familie nach Salzburg.
Mit seinem jüngeren Bruder Georg Pappas betrieb Dimitri Pappas ab 1952 den Aufbau der Mercedes-Benz Organisation in Österreich. Während sein Bruder Geschäftsführer wurde, kümmerte sich Dimitri um wichtige Kundenkontakte.
1965 gründete er mit seinem Bruder auch die Baufirma Alpine Baugesellschaft m.b.H. 1990 errichtete er mit seinem Bruder die Mercedes-Benz Generalvertretung Ungarn (Pappas-Gruppe).
Bereits seit 1956 übte er eine konsularische Tätigkeit in Salzburg aus. Am 9. Juni 1957 erteilte ihm die Republik Griechenland die Exequatur als Leiter ihrer konsularischen Vertretung für Oberösterreich, Salzburg, Tirol und Vorarlberg. Seit Dezember 1984 war Pappas Doyen des Konsularischen Korps in Salzburg und an Dienstjahren ältester Konsul im Land Salzburg. Nachfolgerin als Generalkonsulin wurde seine Nichte Catharina Pappas.

## Auszeichnungen (Auswahl)
- 1970: Großes Ehrenzeichen für Verdienste um die Republik Österreich[2]
- 1979: Goldenes Ehrenzeichen des Landes Salzburg
- 1986: Ehrenbecher des Landes Salzburg
- 1994: Großes Goldenes Ehrenzeichen für Verdienste um die Republik Österreich[2]
- 1996: Großes Ehrenzeichen des Landes Salzburg